# Paracles luteola
Paracles luteola là một loài bướm đêm thuộc phân họ Arctiinae, họ Erebidae.